# Carme Ribé Ferré
Carme Ribé Ferré (Reus, 2 de maig de 1920 - Barcelona, 1991) va ser una atleta i bibliotecària catalana autora de treballs bibliogràfics, principalment en els àmbits de la literatura catalana i de l'esport. Va ser practicant d'atletisme, esport en el qual va participar en competicions fins als vint-i-set anys.
Nascuda a Reus, als nou anys es va mudar amb la seva família a Barcelona. Va estudiar el batxillerat a l'Institut-Escola, on va aficionar-se a l'esport i a la vida a l'aire lliure. Era una institució pedagògica més renovadores del moment, on tingué per companys en el grup Miramar que se li assignà a Joan Ainaud, Maria Aurèlia Capmany, Maria Cardús i Enric Casassas, entre d'altres. El seu professor d'esports a l'Institut Escola va ser Jaume Àngel, campió d'atletisme (1500 metres), que va adonar-se de les extraordinàries qualitats físiques de Ribé i va estimular en la seva alumna la dedicació a l'esport. Ribé va implicar-se en l'esport de competició i va participar en l'Olimpíada Obrera d'Anvers, el juliol de 1937, on va aconseguir arribar a les semifinals de 100 metres, però no a la final. Aquell mateix any, el mes de juny, en un festival celebrat a l'estadi de Montjuïc a benefici d'una colònia de nens refugiats de la guerra, Ribé havia aconseguit uns resultats que feien caure dos records estatals, el de 60 metres llisos i el de salt de longitud.
Després de la Guerra Civil, la Sección Femenina de la Falange Española es va fer càrrec de l'esport femení i va suprimir les proves d'atletisme i d'alguns altres esports en els seus campionats. Però l'any 1947 la Federació Catalana d'Atletisme va introduir de nou les proves femenines en els Campionats Generals de Catalunya. La publicació El Mundo Deportivo es va fer ressò d'aquells campionats i dels bons resultats assolits per Ribé, que va quedar primera en les proves de salt d'alçada i salt de longitud. Després d'aquell campionat va abandonar l'esport de competició.
El 1938 va ingressar a l'escola de bibliotecàries quan encara n'era el director Jordi Rubió i Balaguer. Feia un any que havia acabat el batxillerat i mentrestant havia fet de mestra a Sabadell. L'escola, però va restar tancada des del gener al maig de 1939. La major part del professorat s'havia exiliat, i les alumnes van haver de revalidar els estudis que havien fet durant la República. El 18 de juny de 1941 Ribé feu el seu examen de revàlida per obtenir el títol. No va aconseguir la plaça a la Biblioteca Popular d'Ulldecona a la qual aspirava i va haver d'esperar gairebé quinze anys per poder treballar en una biblioteca pública. Va ser bibliotecària a diverses biblioteques de característiques molt diferents. Es va iniciar a l'empresa privada, a la biblioteca de la companyia Hispano-Suiza del 1943 al 1956. Mitjançant oposicions convocades per la Diputació Provincial de Barcelona l'any 1956 va obtenir la plaça de directora de la Biblioteca Popular d'Olesa, des d'on va iniciar diversos projectes per tal de recuperar els autors catalans i en català a aquella biblioteca i a les biblioteques populars. Va organitzar conferències a la sala de la biblioteca en una iniciativa pionera durant aquells anys, i hi van donar xerrades Carles Soldevila, Pere Bohigas, Josep Romeu, Josep Maria Corredor i altres.
El 1959 s'incorporà a la Biblioteca de Catalunya (que aleshores s'anomenava Biblioteca Central), on va treballar a la sala de lectura, al departament de catalogació i al d'adquisicions, des d'on va aconseguir incorporar al fons de la Biblioteca les obres d'alguns autors catalans i internacionals que estaven vetades per la censura. El 1981 va guanyar la plaça de directora de la Biblioteca Popular de la Santa Creu i Sant Pau, càrrec que va ocupar fins a la seva jubilació l'any 1986.
Paral·lelament a la seva ocupació professional, des de l'inici de la dècada de 1960 fins a la meitat de la dècada de 1970, va ocupar-se de la biblioteca particular de Joan Antoni Samaranch, especialitzada en temes esportius i en la guerra civil espanyola. Es va incorporar a les classes que Joaquim Molas feia als cursos d'Estudis Universitaris Catalans, i més endavant, aprovat l'examen de majors de vint-i-cinc anys, el curs 1970/71, va ingressar a la Universitat Autònoma de Barcelona per a estudiar-hi Filologia Catalana. Va publicar una novel·la, Del dia a la nit. Barcelona: Cadí, 1968, i va presentar al Premi Prudenci Bertrana una obra autobiogràfica, Girasol, un testimoni dels primers dies de l'ocupació de Barcelona per les tropes franquistes.
La producció escrita més important de Ribé és la que dedicà als temes professionals. Era col·laboradora habitual de ressenyes de monografies i revistes professionals, memòries de congressos, treballs bibliogràfics, anàlisis de diversos aspectes de la biblioteconomia, com el préstec de llibres, el servei d'informació, la difusió dels serveis bibliotecaris,... També hi publicà treballs que relacionaven la seva vida professional amb les afeccions que desenvolupava a les hores del lleure, com un treball sobre Narcís Oller en el qual analitzava el tractament de la literatura, la música i els llibres en diverses de les seves novel·les, i una llista d'encapçalaments de matèries sobre l'esport. Ben aviat, l'any 1961, també havia publicat un llarg article sobre Gimnasia y deporte a l'Enciclopèdia de la Mujer. Conjuntament amb Teresa Rovira, la qual va conèixer arran l'estada a la Biblioteca d'Olesa publicà una Bibliografia histórica del libro infantil en catalán el 1972, el catàleg de l'Exposición Lola Anglada, el 1973 i diversos treballs bibliogràfics sobre revistes catalanes: La Revista (1915-1936): la seva estructura, el seu contingut. Barcelona: Barcino, 1983, tesi de la seva llicenciatura, Índex de Lo gay saber: Barcelona, 1868-1869, 1878-1883. Barcelona: Barcino, 1988, i diversos treballs de bibliografia en revistes especialitzades, entre d'altres, una llista d'encapçalaments de matèria sobre l'esport i articles sobre el préstec de materials, el servei d'informació o la difusió dels serveis bibliotecaris. Va deixar inèdita una obra de teatre, El gos, que havia presentat al premi Josep Aladern. Juntament amb Teresa Rovira, un cop ja jubilades dels seus càrrecs a la Diputació, assessoraren el Departament de Català de la Universitat Autònoma de Barcelona en la confecció d'un catàleg automatitzat de buidats de revistes catalanes.
La ciutat de Reus li ha dedicat un carrer.